# 原覚天
原 覚天（はら かくてん、1901年1月14日 - 1988年12月26日）は、日本の経済学者。
新潟県出身。1924年法隆寺勧学院仏教科卒、1962年「アジア経済の基礎構造と発展要因に関する研究」で名古屋大学経済学博士。経済審議庁調査課、経済企画庁、アジア経済研究所をへて、関東学院大学教授となり、1971年定年、名誉教授。1967年『現代アジア経済論』で日経・経済図書文化賞受賞。

## 著書
- 『アジア経済の構造と発展』アジア経済研究所 1963
- 『アジアの経済 統計とその現実』中公新書　1963
- 『現代アジア経済論』勁草書房 1967
- 『世界経済の変革と発展』新評論 1967
- 『韓国経済の奇蹟 高度経済成長と日韓経済協力』日本国際問題研究所 国際問題新書 1970
- 『アジア経済発展論』日本経済新聞社 1975
- 『現代アジア研究成立史論 満鉄調査部・東亜研究所・IPRの研究』勁草書房 1984
- 『アジア研究と学者たち 覚天交遊録』勁草書房 1985
- 『満鉄調査部とアジア』世界書院 1986

### 共編著
- 『アジア経済と日本』大来佐武郎共著 岩波書店 1952
- 『アジア経済図説』大来佐武郎共著　岩波新書　1954
- 『経済援助の研究』編 アジア経済研究所 1966
- 『経済援助と経済成長』編 アジア経済研究所 1967
- 『外国援助の経済効果』編 アジア経済研究所 1968
- 『援助の実態と経済政策』編著 アジア経済研究所 1969
- 『発展理論と社会体系 1』編 アジア経済研究所 アジア経済出版会　1971
- 『発展の統合理論序説』編 アジア経済研究所 アジア経済出版会　1973
- 『経済発展と社会資本』編 アジア経済研究所 アジア経済出版会 1974
- 『アジア経済の発展構造』編 勁草書房 1977
- 『東南アジア諸国の福祉政策と国際協力』編 アジア経済研究所 アジア経済出版会、1977

## 論文
- <原覚天